# Dolina Olzy
Dolina Olzy (kod obszaru CZ0813516) – obszar ochroniony, należący do programu Natura 2000 na Śląsku Cieszyńskim.

## Historia
Obszar został 15.4.2005 zaliczony do wykazu Evropsky významné lokality (EVL) na podstawie aktu prawnego 318/2013 Sb.

## Lokalizacja
Obszar chroniony Doliny Olzy obejmuje doliny Olzy, położone na terenie kraju morawsko-śląskiego i siedmiu gmin:
- Bukowiec
- Jabłonków
- Piosek
- Nawsie
- Gródek
- Wendrynia
- Trzyniec

Teren znajduje się w terytorium CHOPAV Jablunkovsko.

## Przyroda
Przez całe terytorium przepływa rzeka Olza, która ma źródła w Beskidzie Śląskim i wlewa się do Odry. Na tych obszarach zdarzają się duże zmiany temperatur i ciśnienia powietrza. Największe opady atmosferyczne są w czerwcu i lipcu, jesienią występują mgły, w zimie częste inwersje temperatury w atmosferze. W zależności od położenia nad poziomem morza, rzeźby terenu i temperatury różni się występowanie różnych gatunków roślin i zwierząt. Maksymalna wysokość nad poziomem morza wynosi 480 m, minimalna wysokość nad poziomem morza jest równa 312 m.
Do chronionych gatunków zaliczane są: minóg rzeczny (Lampetra fluviatilis), wydra europejska (Lutra lutra) i lasy wierzby siwej (Salix eleagnos).

## Flora

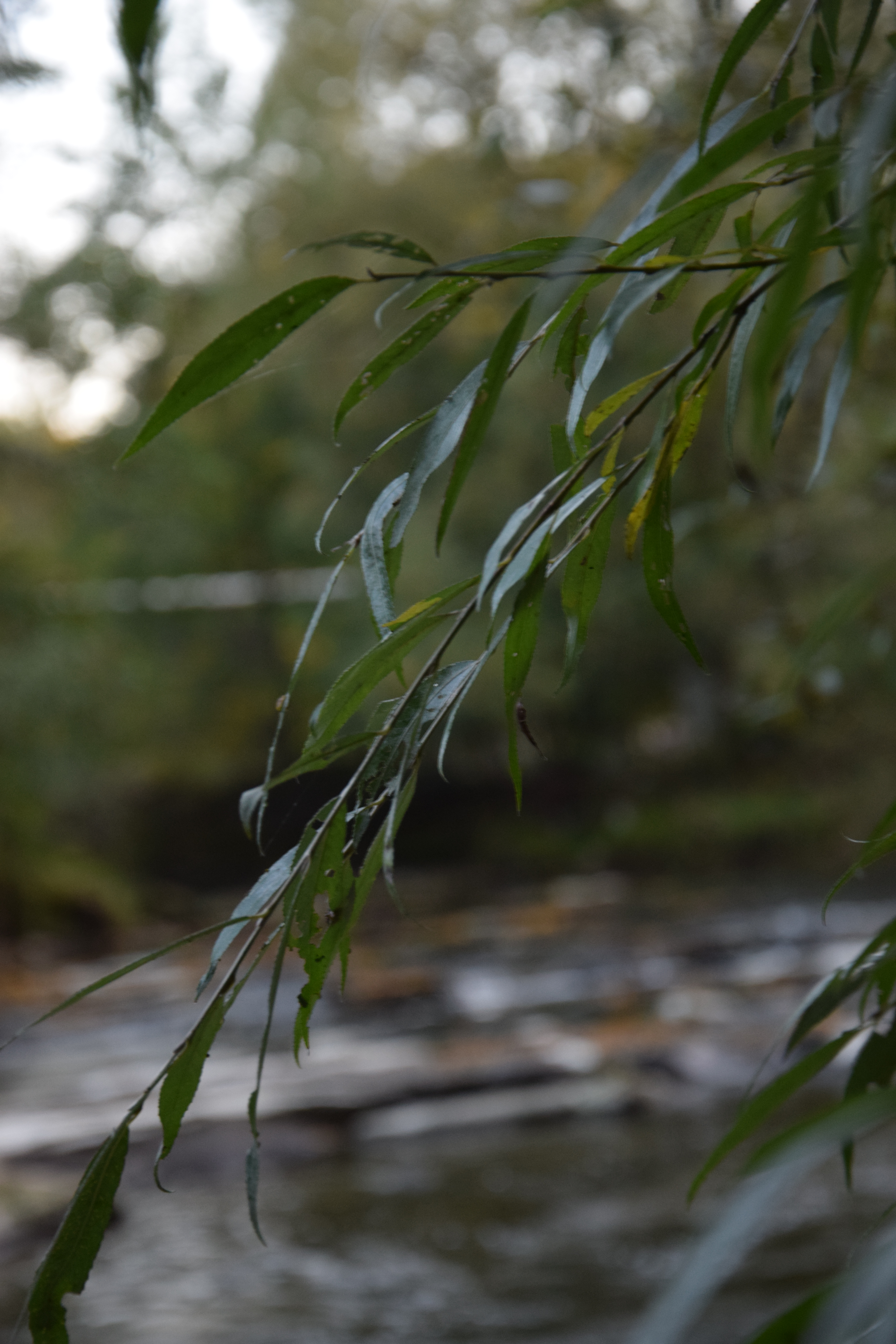
Wierzba krucha

Na  brzegach rzeki znajdują się lipy drobnoliste (Tilia cordata), olsze czarne (Alnus glutinosa) oraz olsze szare (Alnus incana). Po powodziach stopniowo wytwarzają się lasy łęgowe, które maję charakter wierzbowo-topolowy. Ten rodzaj lasów reprezentuje wierzba trójpręcikowa (Salix triandra), wierzba wiciowa (Salix viminalis) i wierzba krucha (Salix fragilis).

## Fauna

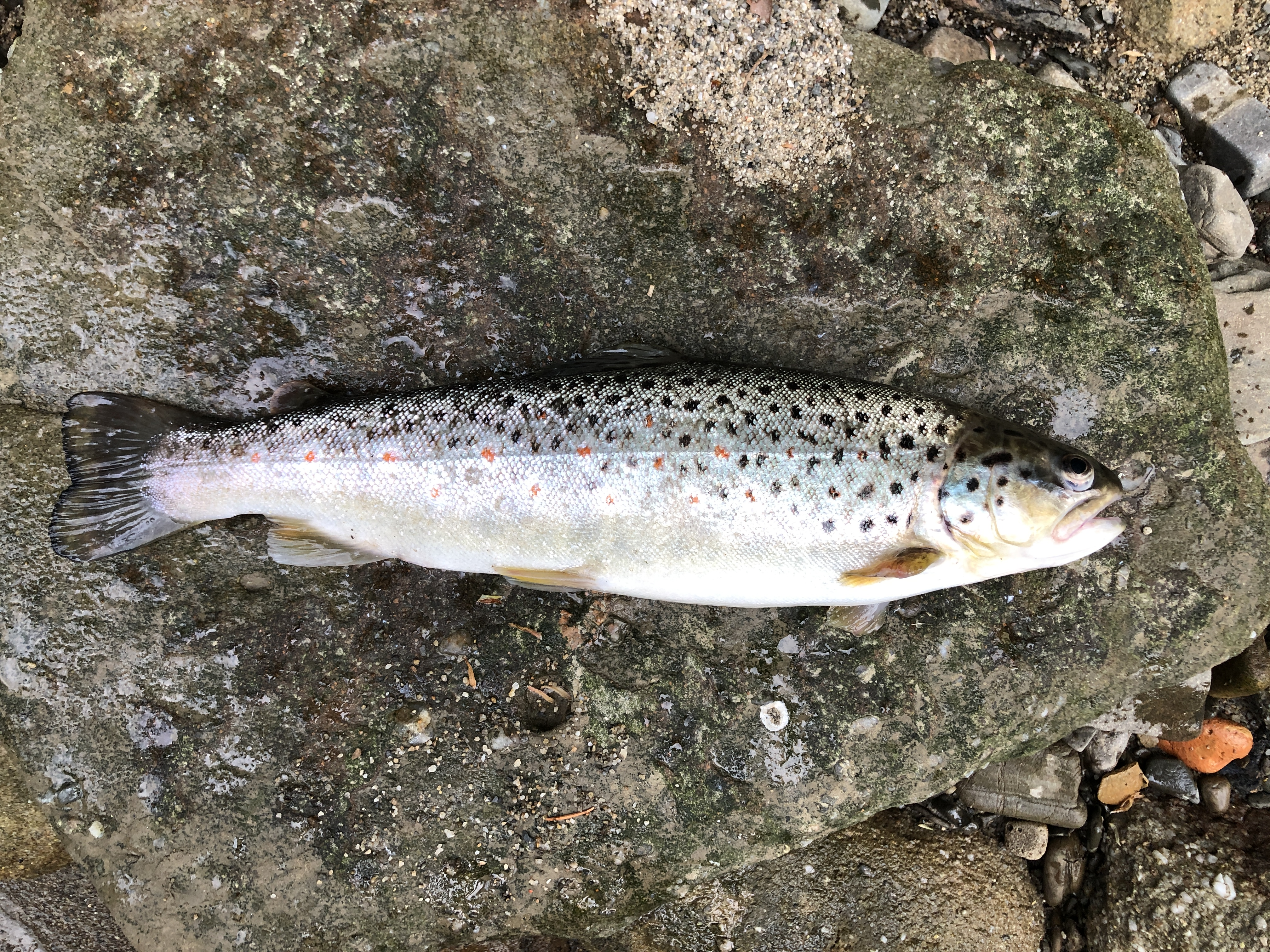
Pstrąg potokowy

Ilość roślin zielonych w tej części Olzy nie jest największa, więc główny źródłem odżywczym zwierząt są bakterie – rozkładają substancje organiczne i produkują białko bakteryjne. Dobrze utleniona woda sprawia, że ten odcinek rzeki zamieszkuje mnóstwo ryb z rodziny łososiowatych. Głównym przedstawicielem jest pstrąg potokowy (Salmo trutta morpha fario), dlatego oznacza się tę część pasmem pstrągów. Jest rybą zimnolubną i wymaga czyste, dobrze utlenione rzeki. Temperatura wody nie przekracza 20 °C i to jest główny warunek występowania tej ryby na tych terenach, ponieważ przy przekroczeniu granicy 22 °C, ryba ginie. Dalszym przedstawicielem jest lipień (Thymallus thymallus).
Czysta woda powoduje występowanie gatunków pod ochroną i rzadko spotykanych raka rzecznego (Astacus fluviatilis), ślimaka rozdełka (Physa acuta) oraz minóga rzecznego (Lampetra fluviatilis).

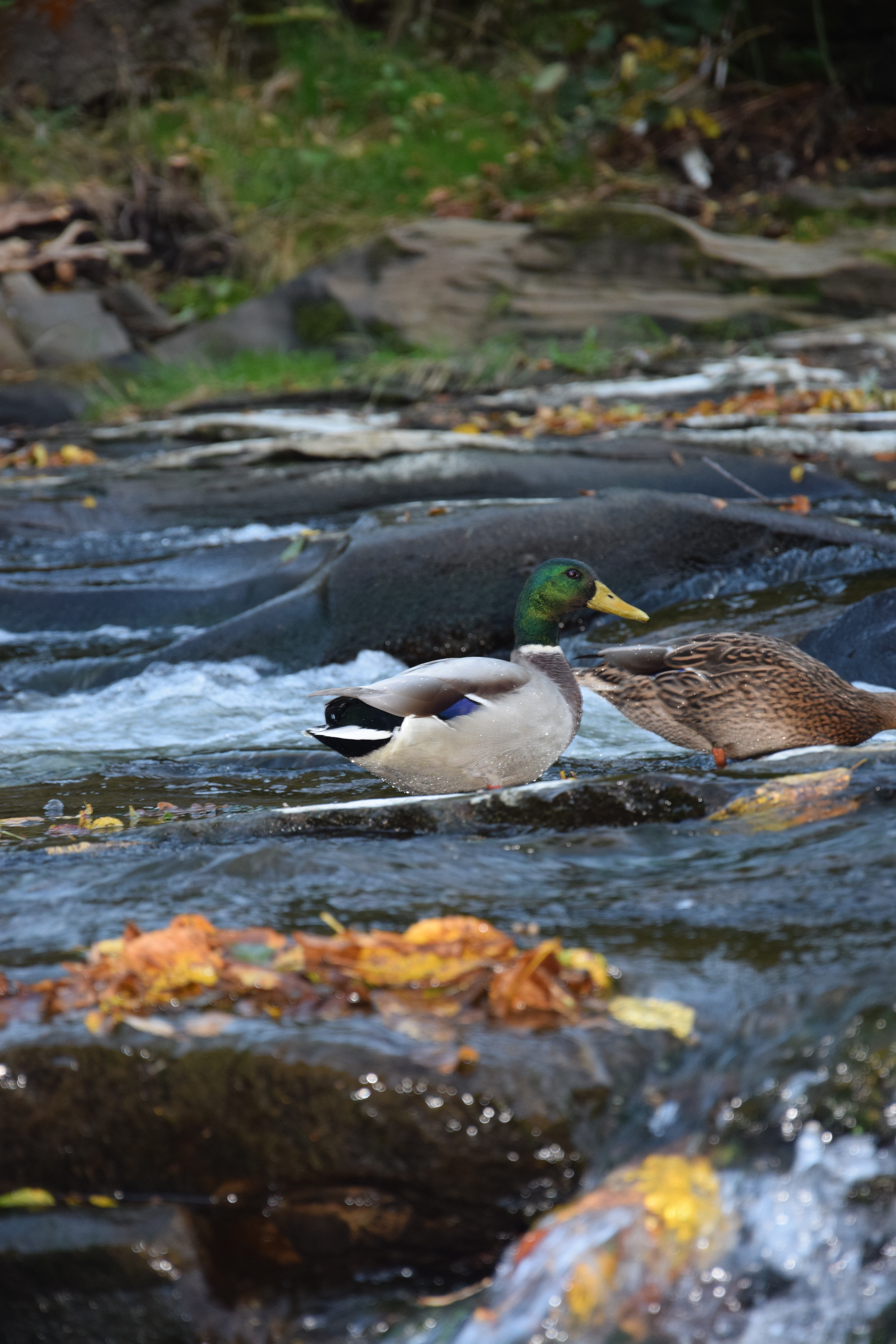
Samiec kaczki krzyżówki

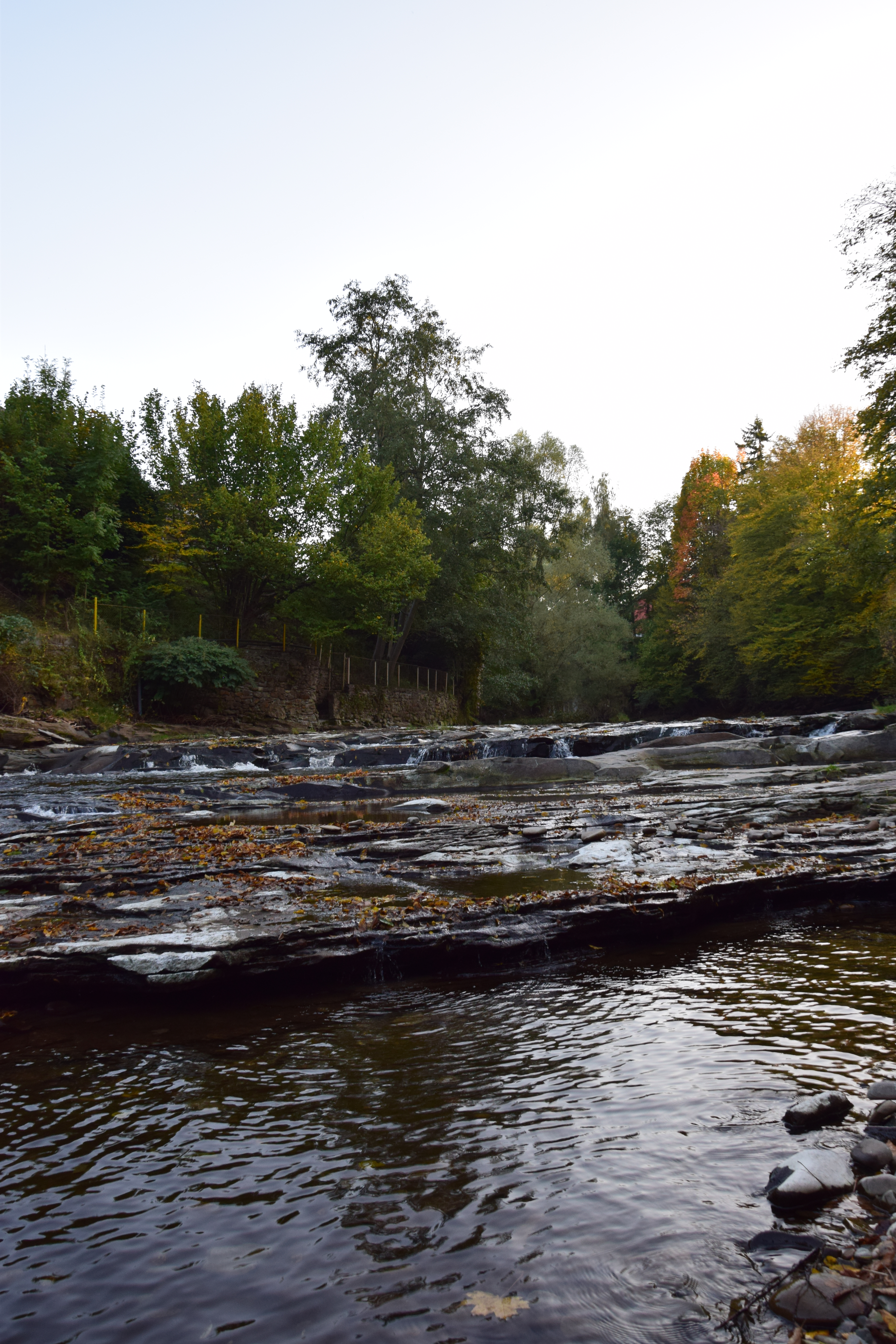
Wybrzeża Olzy

Rzeka daje schronienie wielu gatunkom ptaków, np. zimorodek zwyczajny (Alcedo atthis), pluszcz (Cinclus cinclus), pliszka górska (Motacilla cinerea) i kaczka krzyżówka (Anas platyrhynchos).